# 李烈鈞
李 烈鈞（り れつきん、1882年2月23日 - 1946年〈民国35年〉2月20日）は、清末・中華民国の軍人・政治家。中華民国における事実上の初代江西都督。中国同盟会・中国国民党に所属。もとの名は烈訓。字は協和。号は侠黄。

## 事跡

### 清末の事跡
1902年（光緒28年）、江西武備学堂に入学。1904年（光緒30年）冬に日本へ留学し、東京振武学校で学ぶ。1907年（光緒33年）、陸軍士官学校で砲術を学んだ。なお、同期留学生には、閻錫山・李根源・唐継尭・程潜等がいる。日本留学中に革命派の思想に共鳴し、中国同盟会に加わった他、北洋系の武学社にも参加している。
1908年（光緒34年）、陸軍士官学校を卒業して帰国し、江西混成協第54標第1営管帯に任命された。しかし、反清思想を流布した罪に問われて一時拘禁される。1909年（宣統元年）、昆明に移り、雲南陸軍講武堂の教官に任命された。

### 辛亥革命、二次革命
1910年（宣統3年）10月17日、武昌起義に呼応した江西省の革命派の招請を受けて、李烈鈞は江西に帰還する。10月23日、李烈鈞は中華民国九江軍政分府の総参謀長に推戴された。11月、李烈鈞は安徽省の革命派の要請を受けて自ら援軍に向かい、その結果、安徽都督に推戴された。11月下旬、北軍に包囲されて苦境に陥った武昌の黎元洪を救援に向かう。李烈鈞は黎元洪の救援に成功し、五省聯軍総司令兼中央軍総司令に任命された。
1912年（民国元年）、江西省議会は李烈鈞を江西都督に選出した。李烈鈞は江西省の軍事・政治の改革に取り組み、人心安定と近代化建設の上で成果を挙げた。しかし民国2年（1913年）、李烈鈞は孫文らと協議して二次革命（第二革命）を発動することになる。同年5月、李烈鈞は湖南都督譚延闓・安徽都督柏文蔚・広東都督胡漢民と連名で、善後大借款に反対する電報を袁世凱に向けて打った。これにより6月上旬、袁世凱は李烈鈞・柏文蔚・胡漢民の3都督を罷免し、あわせて軍を南進させて、南北両軍の戦いが始まる。緒戦では李烈鈞が善戦したが、物量で勝る北軍が次第に優勢となる。8月には李烈鈞の敗北が確定し、9月、李烈鈞は日本へ逃れた。その後しばらくは、欧州やアジアの各国を外遊した。

### 護国戦争、護法戦争

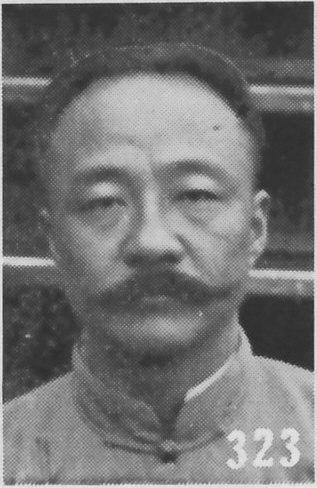
李烈鈞別影

1915年（民国4年）、李烈鈞は中華革命党に加入する。同年12月、孫文の指示により雲南省で西南の都督を取り込む活動を開始しようと、ベトナム経由で帰国する。ちょうどこの時、雲南将軍唐継尭と前雲南都督蔡鍔が反袁世凱の護国戦争を発動する直前であったため、李烈鈞もこれに参与した。そして12月25日、李烈鈞は護国軍第2軍総司令（第1軍総司令は蔡鍔、第3軍総司令は唐継尭）に任命され、広西省方面へ進軍した。
1916年（民国5年）3月15日に、広西将軍陸栄廷が独立を宣言して護国軍側に寝返る。そのため、李烈鈞はこれと協力して広東省への進攻を開始する。広東将軍竜済光は李烈鈞と陸栄廷に挟撃され、8月には敗北し、海南島へ逃亡した。しかし袁世凱の死などもあって李烈鈞の軍は存在意義を失う。竜済光の討伐完了後に、李烈鈞は単身で香港や上海へ退いた。
1917年（民国6年）8月から9月にかけて、孫文が広州で中華民国軍政府を樹立すると、李烈鈞は大元帥府総参謀長に任命される。10月より護法戦争が開始された。1919年（民国8年）10月に孫文が上海で中華革命党を中国国民党に改組すると、李烈鈞は代理大元帥に任命され、広州の事務を管轄した。1920年（民国9年）12月、孫文が北伐のための大本営を設立すると、李烈鈞は大本営総参謀長に任命された。

### 中国国民党成立以後
1924年（民国13年）1月、国民党の第1回全国代表大会に李烈鈞も参加し、中央執行委員に選出された。1925年（民国14年）に孫文が死去すると、李烈鈞は謝持・鄒魯らの国民党右派（西山会議派）の反共路線を支持する。
1927年（民国16年）4月に蔣介石が南京で国民政府を設立すると、李烈鈞もこれを支持して参加し、国民政府常務委員兼軍事委員会常務委員に任命された。同年8月、蔣介石が一時下野した間に、北京政府側の孫伝芳が南京を目指して進軍してくると、李烈鈞が国民政府側の諸軍を良くまとめ、孫伝芳の撃破に成功している。
1928年（民国17年）以降は南京を離れ、上海で病気療養に努めた。1937年（民国26年）2月の国民党五期三中全会（第5期第3回中央執行委員会全体会議）では、宋慶齢・馮玉祥らとともに、蔣介石に中国共産党と連携して日本に抗戦するよう求めている。なお、同年には、西安事変を起こした張学良の裁判において裁判長を務めた。
1946年（民国35年）2月20日、重慶で死去。享年65（満63歳）。